# Trảu đầu nâu
Trảu đầu nâu (tên khoa học Merops viridis) là loài chim thuộc họ Trảu.
Loài này phân bố ở Brunei, Campuchia, Trung Quốc, Hong Kong, Indonesia, Lào, Malaysia, Philippines, Singapore, Đài Loan, Thái Lan và Việt Nam.
Môi trường sống tự nhiên của chúng là các khu rừng ngập mặn nhiệt đới và cận nhiệt đới.

## Hình ảnh

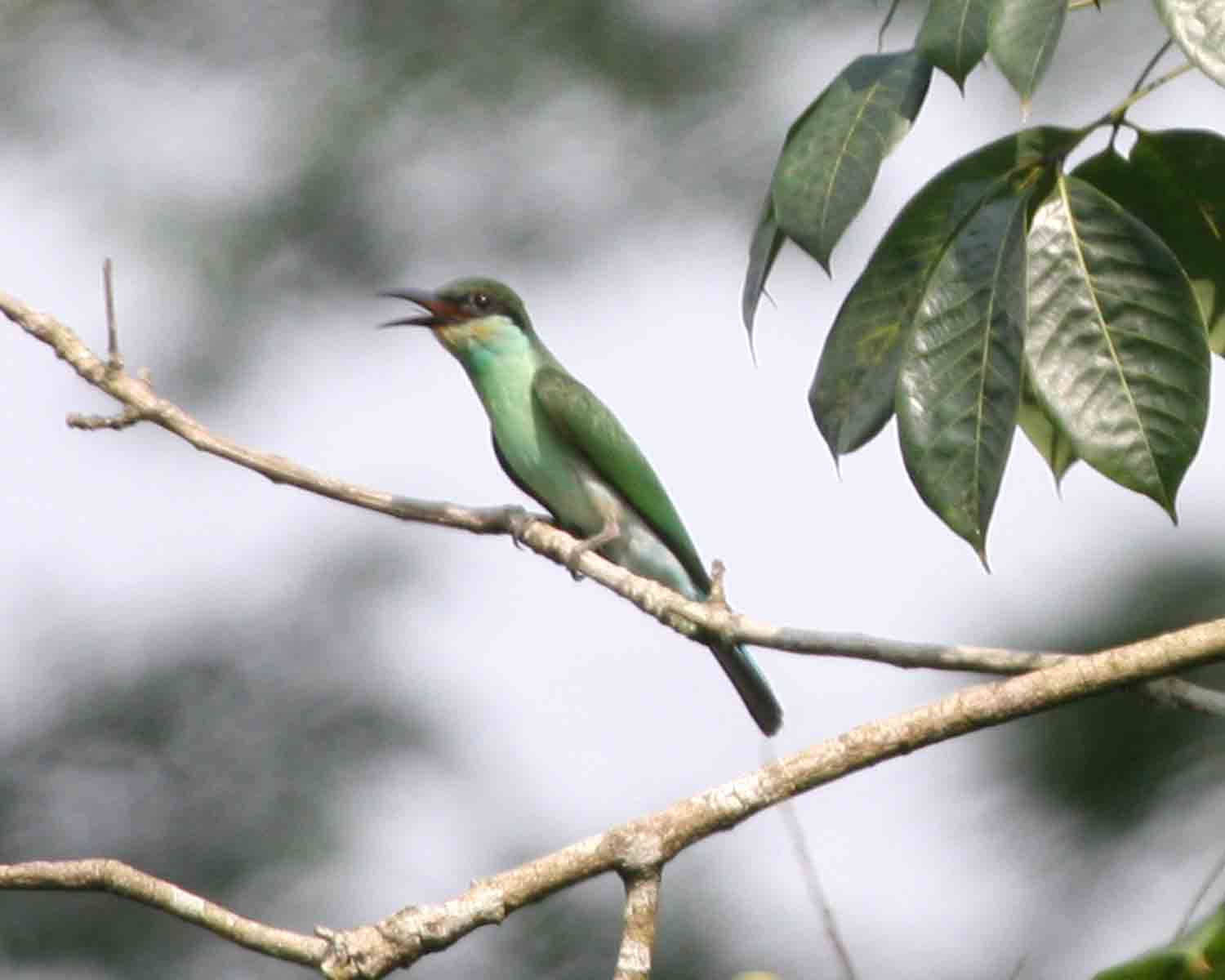
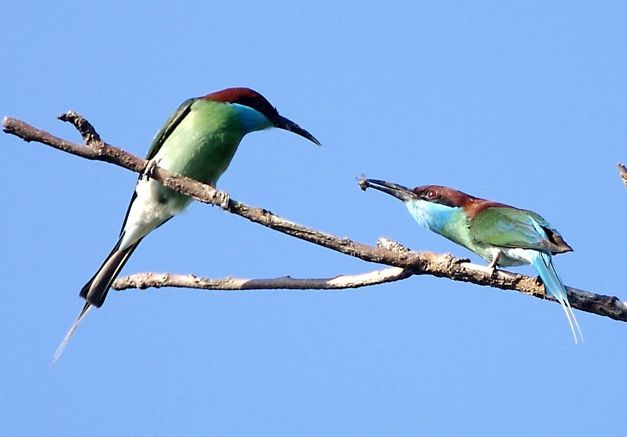
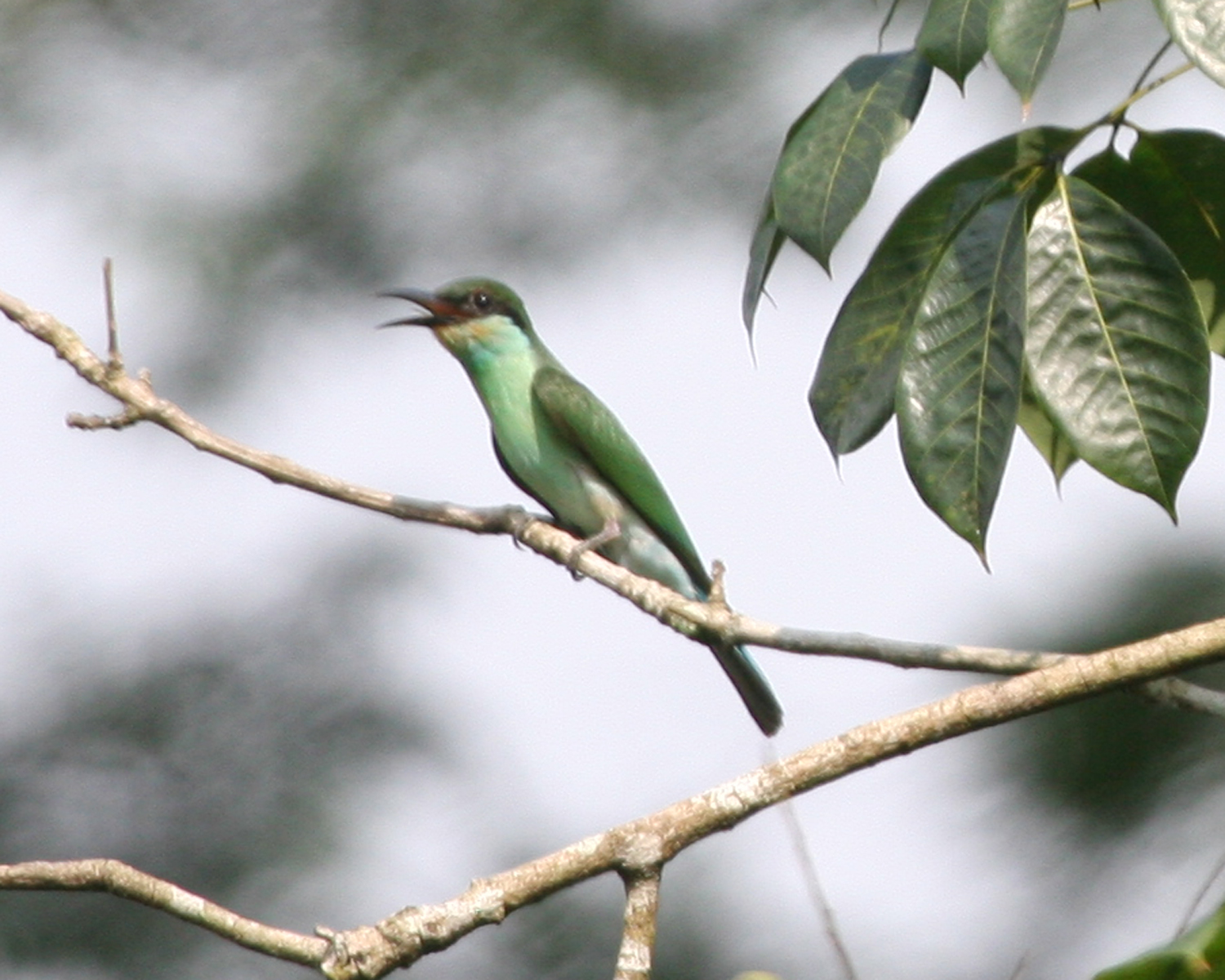
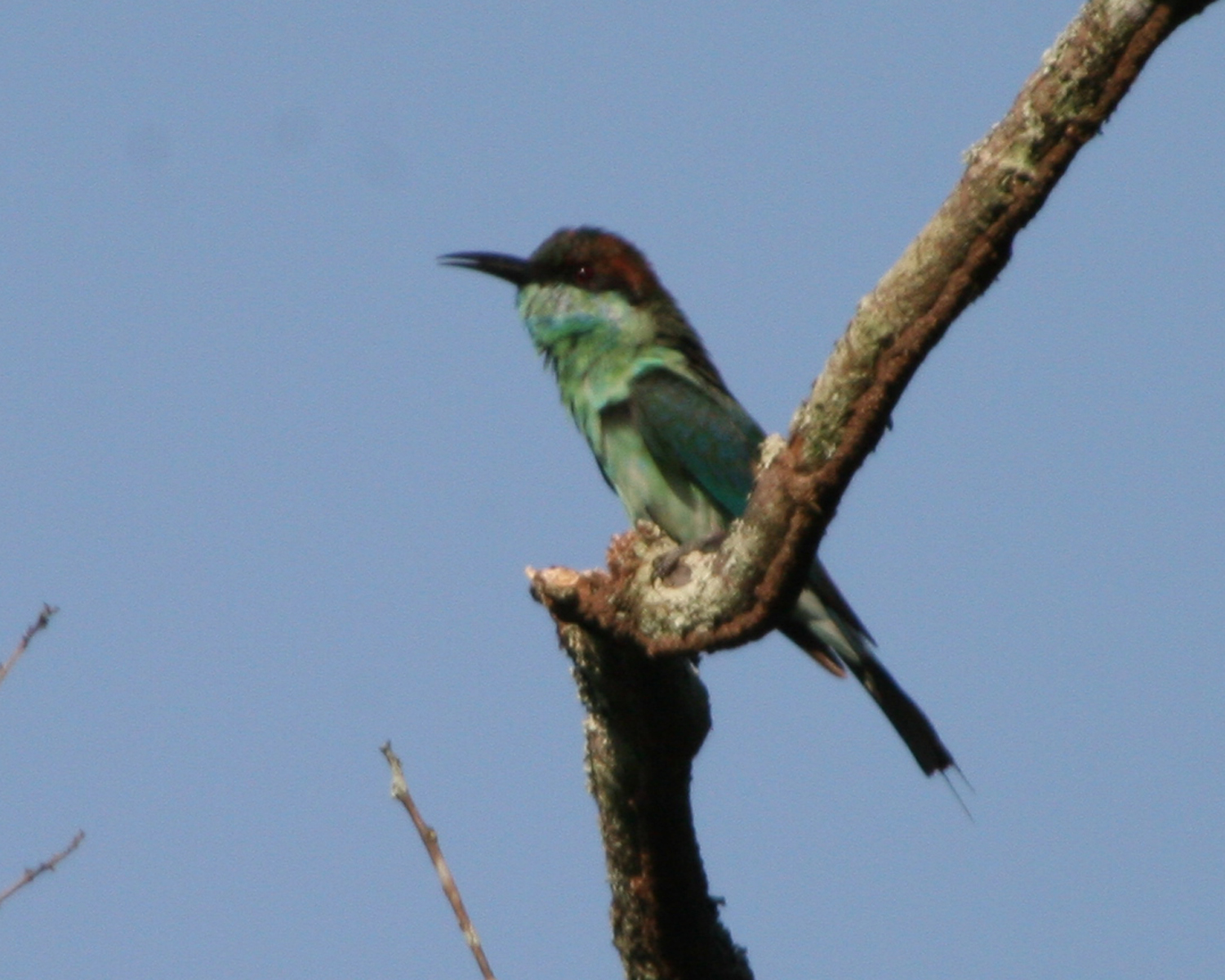